# Alchemilla diademata
Alchemilla diademata är en rosväxtart som beskrevs av Werner Hugo Paul Rothmaler. Alchemilla diademata ingår i släktet daggkåpor, och familjen rosväxter. Inga underarter finns listade i Catalogue of Life.